# David et Goliath (1910)
David und Goliath ist ein kurzer, französischer Stummfilm aus dem Jahr 1910. Er behandelt die biblische Geschichte von David und Goliath.

## Handlung
David, der älteste Sohn Isais, ist ein einfacher Hirte in Israel. Er wird zu seinen Brüdern geschickt, die in der Armee von König Saul kämpfen, um ihnen Proviant zu bringen. Sie bereiten sich gerade auf einen Kampf mit den Philistern vor, die in Israel eingedrungen waren.
Plötzlich kommt der Philister Goliath, ein Riese, zu König Saul und fordert ihn auf, dass der Tapferste aus seine Armee gegen ihn kämpfen soll. Während Sauls Soldaten zögern, erklärt David sich trotz Sauls Bedenken bereit, die Herausforderung anzunehmen, und vertraut auf Gottes Hilfe.
Lediglich mit einem Stock bewaffnet, tritt David vor Goliath. Sein Vertrauen auf Gott hilft ihm auch, Goliaths Verhöhnungen zu ignorieren. Er steckt einen Stein in seine Steinschleuder und besiegt Goliath.
In der Kleidung von Sauls Sohn Jonatan wird David von Sauls Armee und den Frauen Israels begrüßt. Saul belohnt David mit Reichtümern. lässt das Haus von Davids Vater frei und gibt David das Kommando über eine seiner Truppen.